# Quique Mendoza
Quique Mendoza Balseros (Bogotá, 28 de agosto de 1974) es un actor de cine, teatro y televisión colombiano.

## Carrera
Mendoza nació en Bogotá en 1974 y se crio en Venezuela, donde vivió 11 años antes de trasladarse a los Estados Unidos. A los quince años regresó a Colombia y empezó a estudiar teatro. Su participación más destacada en teatro se dio en la reconocida obra Ópera rap, a la que ingresó en 1997 y con la que realizó giras internacionales. Su experiencia en televisión inició interpretando el papel de William Mosquera en la telenovela Perro amor en 1998. Otras de sus producciones en la televisión colombiana incluyen ¿Por qué diablos? (1999), La saga: negocio de familia (2004), El último matrimonio feliz (2008), Los caballeros las prefieren brutas (2010), La Pola (2011), La esquina del diablo (2015) y El Chapo (2017).
Debutó en el cine en la película Bogotá 2016 y ha aparecido en otras producciones nacionales como Las cartas del gordo (2006), La sangre y la lluvia (2009), Apatía, una película de carretera (2012) y en producciones internacionales como Lost Bullets (2010), Zugar Zombie (2013) y Loving Pablo (2017), entre otras.

## Filmografía

### Televisión
- Perro amor (1998-1999) — William Mosquera
- Pedro el escamoso (2001-2003) — Wilson
- La saga, negocio de familia (2004-2005) — Pochola
- El último matrimonio feliz (2008-2009) — Mario Herrera
- Los caballeros las prefieren brutas (2010) — Domingo
- Rosario Tijeras (2010)
- La Pola (2010-2011) — José María Carbonell
- Confidencial (2011)
- El laberinto (2012) — Oscar Alzate
- Crónicas de un sueño (2013) — Detective Gamboa
- Dr. Mata (2014) — Eloy Millán
- La esquina del diablo (2015) — Seisdedos
- El Chapo (2017) — Manuel 'El Uno'
- Loquito por ti (2018-2019) — Arturo
- El Barón (2019) — Carlos Lehder 'El Loco'
- Bolívar (2019) — Esteban Palacios
- Las muñecas de la mafia 2 (2019) — Gustavo Ortiz
- Operación Pacifico (2020) — Barbi
- La reina de indias y el conquistador (2020) — Guardia Olarte
- MalaYerba (2021) — Aníbal Restrepo[3]
- Noticia de un secuestro (2022) — Ricardo[4]
- A grito herido (2022) — Eduardo[5]
- Arelys Henao, aún queda mucho por cantar (2024) — José Rojas[6]
- Cien años de soledad (2024) —[7]

## Cine
- Bogotá 2016 (2001) — Josué
- Crónica de Buenos Aires en primavera (2006) — Juan M. Benavides
- Moñona (corto) (2002) — Marlon
- Las cartas del gordo (2006) — Alfredo 'El Flaco' Rangel
- La sangre y la lluvia[8] (2009) — Jorge
- Lost Bullets (corto) (2010) — Saul
- Apatía, una película de carretera (2012) — Julián Caicedo
- Zugar Zombie (corto) (2013) — Mauricio
- Loving Pablo (2017) — Abel Monje
- Sniper, Ultimate Kill (2017)